# Populus canescens
Populus canescens là một loài thực vật có hoa trong họ Liễu. Loài này được (Aiton) Sm. miêu tả khoa học đầu tiên năm 1804.

## Hình ảnh

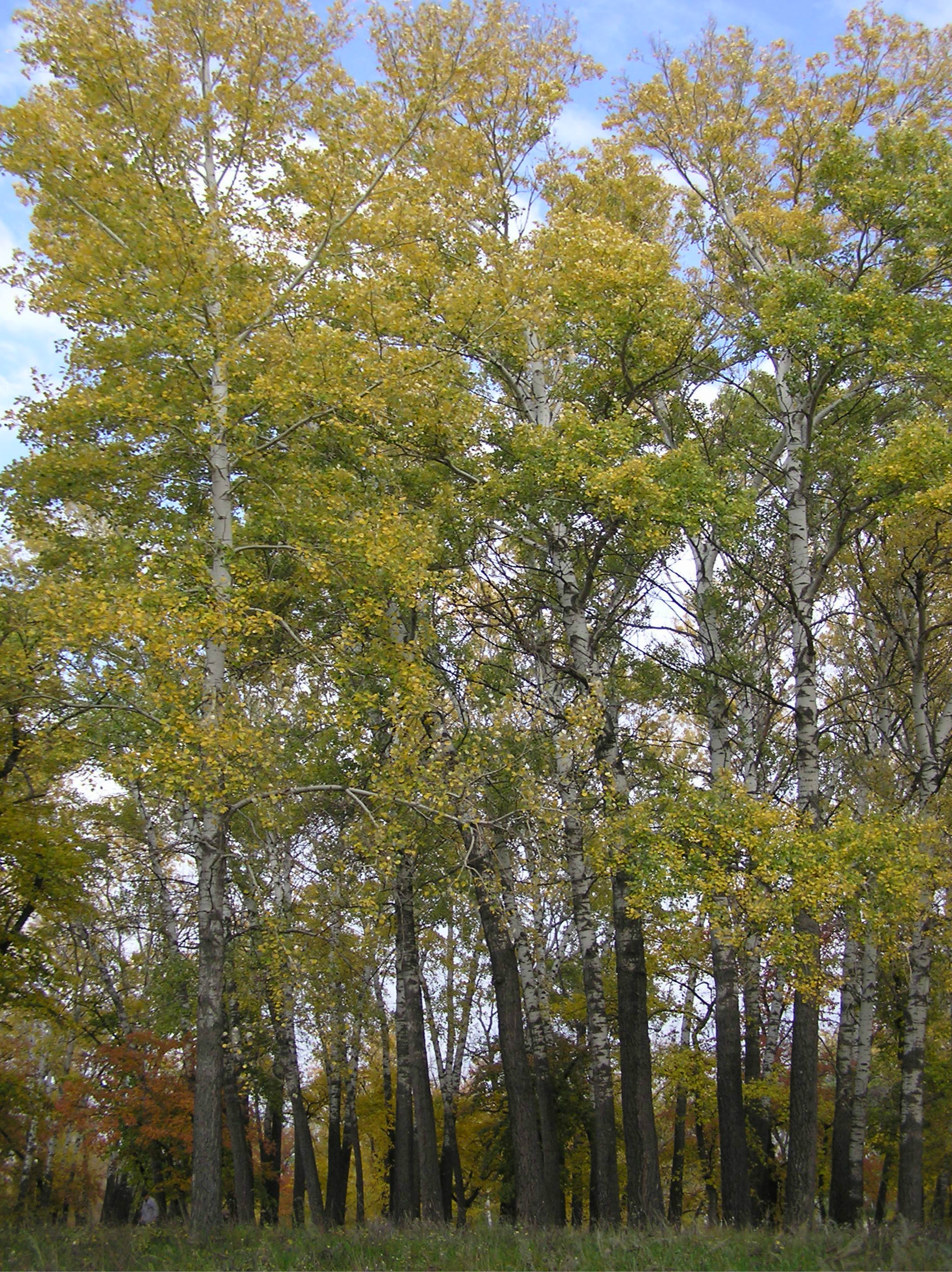